# Reguliersgracht

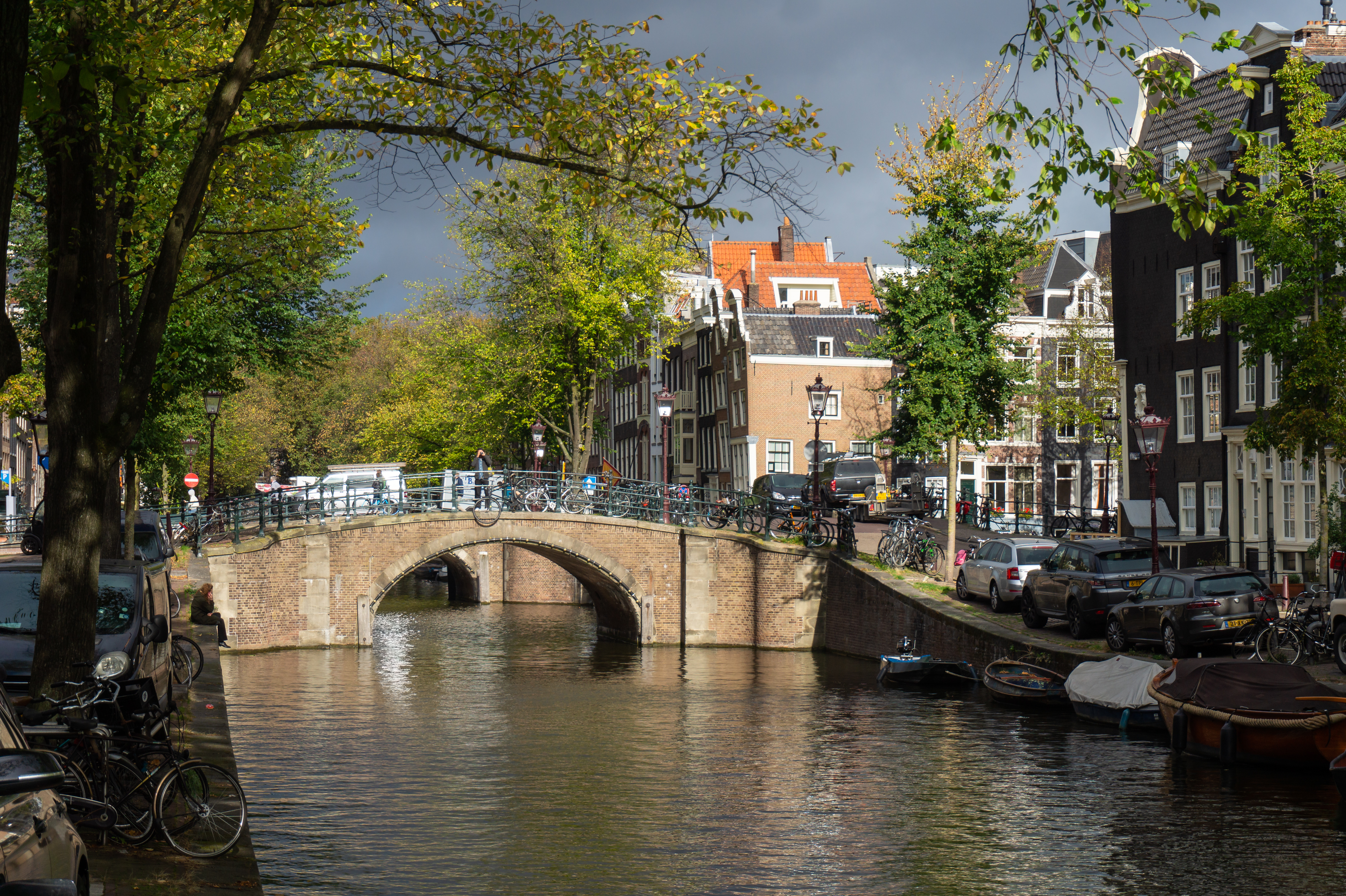

Reguliersgracht é um canal em Amsterdã, Holanda. Fundada em 1658, está localizada em Grachtengordel, no bairro Centrum . Durante a Segunda Guerra Mundial o "centro nervoso" do jornal ilegal Het Parool estava alojado ali, em uma casa (número 111) ocupada por Simon Carmiggelt, Max Nord, Wim van Norden e suas famílias.